# Constantino III Leicudes
Constantino III Leicudes (en griego: Κωνσταντίνος Λειχούδης) fue el Patriarca de Constantinopla de 1059 a 1063.
Nacido en Constantinopla, era compañero de estudios de Miguel Psellos y Juan Xifilino. Alcanzó altos cargos en la corte bizantina: fue nombrado protovestiarios, después se convirtió en proedros («presidente») del senado y era uno de los principales colaboradores de los emperadores Miguel V y Constantino IX. También se convirtió en abad del Mangana, y en 1059, después de la dimisión de Miguel I Cerulario, fue elegido patriarca, que gestionó hasta su muerte. Es considerado un santo de la Iglesia ortodoxa, y es conmemorado el 29 de julio.